# 戈蘭氏下銀漢魚
戈蘭氏下銀漢魚（学名：Hypoatherina golanii）為輻鰭魚綱銀漢魚目銀漢魚科的其中一種，分布於西印度洋以色列阿卡巴灣海域，體長可達7.6公分，為熱帶海水魚，棲息在沿岸淺水域，生活習性不明。